# Jan Brandts Buys
Pour les articles homonymes, voir Brandts Buys.
Œuvres principales
- Die Schneider von Schönau (1916)

Jan Brandts Buys, né à Zutphen le 12 septembre 1868 et mort à Salzbourg le 7 décembre 1933, est un compositeur néerlando-autrichien.

## Vie
Jan Willem Frans Brandts Buys est issu d'une famille de musiciens, d'organistes et de compositeurs. En 1892, il part étudier à Francfort, puis part pour Vienne où Brahms l'encourage à se tourner vers l'opéra. Ses œuvres jouées et publiées de son vivant connaissent le succès. Elles comprennent des compositions pour orgue, musique de chambre, orchestre symphonique, chant choral, cantates, opéras, opérettes, et des arrangements divers dont toutes les symphonies de Schubert et Beethoven.

## Œuvres
(Liste non exhaustive)
- Die Schneider von Schönau, opéra comique en trois actes, première représentation au Dresdner Hofoper 1er avril 1916[1].
- Der Mann im Mond (1922)
- Semperoper (1913)
- Der Eroberer (1918)
- Romantische Serenade (1905)